# Chiesa di San Jacopo (Pulignano)
La chiesa di San Jacopo è un edificio sacro situato in località Pulignano nel comune di Capraia e Limite, in provincia di Firenze, diocesi di Pistoia.

## Storia e descrizione
La facciata in pietra presenta la caratteristica dicromia pisana nell'archivolto della lunetta che sormonta il portale. L'abside è concluso nel frontone da un bassorilievo rappresentante il Duello di due cavalieri (secolo XII-XIII); l'originale è nella canonica di Santa Maria a Limite, sostituito in loco da un calco.
Una decorazione di teste umane e animali, scolpita con grande spontaneità ma anche con una carica poetica, arricchisce i peducci delle arcatelle di coronamento della stessa abside.
L'interno è a una navatella coperta da volta in muratura di influenza alverniate rafforzata da arcate trasversali con motivi dicromi su semicolonne e capitelli cubici, e presenta caratteri di originalità nell'ambito delle chiese romaniche in Toscana.